# Coronel Azevedo
André Luiz Vieira de Azevedo (Recife, 3 de junho de 1966) mais conhecido como Coronel Azevedo, é um policial militar vinculado a Polícia Militar do Estado do Rio Grande do Norte, advogado e político brasileiro filiado ao Partido Liberal (PL).

## Biografia
André Luiz Vieira de Azevedo, nasceu em Recife, capital de Pernambuco, no dia 3 de junho de 1966. Formou-se no curso de Direito na Universidade Potiguar na turma de 1996. Em 1998, ingressou na Polícia Militar do Estado do Rio Grande do Norte. Também, integrou o Gabinete Militar do Governo do Estado de 1991/95 e de 2003/2007 e comandou o Bope do Rio Grande do Norte.
Obteve sua pós-graduação na área de Gestão de Políticas Públicas pela Universidade Federal do Rio Grande do Norte (UFRN) em 2006. Em 2009, concluiu o mestrado na área de administração pública pela Universidade Complutense de Madrid.

## Vida política
Em 2018, foi eleito para o cargo de Deputado estadual no estado do Rio Grande do Norte, pelo Partido Social Liberal (PSL) com 27.606 votos. Em 2019, desfiliou-se do PSL, alegando "incompatibilidades com o direcionamento do partido" e dizendo que continuara como "oposição a Fátima Bezerra (PT) e apoiando Jair Bolsonaro". No mesmo ano migrou para o Partido Social Cristão (PSC), assumindo a presidência estadual do partido.
Em 2020, concorreu pelo PSC ao cargo de prefeito de Natal. A candidatura não obteve êxito recebendo apenas 6.530 votos ficando em sétimo lugar na disputa pela prefeitura.

### Desempenho eleitoral
| Ano  | Cargo                                    | Partido | Votos  | Resultado  | Ref.   |
| ---- | ---------------------------------------- | ------- | ------ | ---------- | ------ |
| 2018 | Deputado estadual do Rio Grande do Norte | PSL     | 27.606 | Eleito     | [ 14 ] |
| 2020 | Prefeito de Natal                        | PSC     | 6.530  | Não eleito | [ 15 ] |

## Controvérsias

### Defesa da Ditadura militar
Em discurso na Assembleia Legislativa do Rio Grande do Norte, defendeu a Ditadura militar brasileira. A defesa da tribuna do período ditatorial do país foi criticada por outros correligionários.